# Heptathela luotianensis
Heptathela luotianensis is een spinnensoort uit de familie Liphistiidae. De soort komt voor in China.